# 华阳街道 (双流区)
华阳街道，是中华人民共和国四川省成都市双流区名义下辖，由四川天府新区管理委员会实际管辖的一个乡镇级行政单位。周边主要驻扎石油单位，如天然气研究院、成都天然气化工总厂、石油总医院和四川石油管理局油建公司等。

## 行政区划
华阳镇街道下辖以下地区：
通济桥街社区、半边街社区、华兴街社区、菜蔬街社区、正东街社区、古城社区、四河社区、伏龙社区、劲松社区、广福社区、会龙社区、姐儿堰社区、沙河社区、东寺社区、观东社区、锦江社区、香山社区、蒲草社区、鹤林社区、二江寺社区和龙灯山社区。